# پریسبورگ (اوهایو)
پریسبورگ(به انگلیسی: Perrysburg) شهری در ایالت اوهایو کشور ایالات متحده آمریکا است که جمعیت آن در سرشماری سال ۲۰۱۰ میلادی، ۲۰٬۶۲۳ نفر بوده‌است.